# Mirror of Souls
Mirror of Souls é o segundo álbum de estúdio da banda de power metal cristão Theocracy. Foi lançado pela Ulterium Records em 21 de novembro de 2008 na Europa, em 26 de novembro no Japão e em 9 de dezembro na América do Norte.
É o primeiro disco do Theocracy como uma banda, diferentemente do disco anterior, no qual o líder Matt Smith tocou todos os instrumentos sozinho - desta vez, ele assumiu apenas os vocais. O site finlandês Imperiumi.net considerou ele o "álbum da semana" e "um dos melhores álbuns de melodic power metal do ano". Em 2010, a revista HM considerou-o o 16º melhor álbum de metal cristão de todos os tempos.

## Faixas
1. "A Tower of Ashes" - 04:44
2. "On Eagles Wings" - 04:12
3. "Laying the Demon to Rest" - 09:37
4. "Bethlehem" - 05:51
5. "Absolution Day" - 06:47
6. "The Writing in the Sand" - 06:44
7. "Martyr" - 07:39
8. "Mirror of Souls" - 22:26
9. "Wages of Sin" - 03:26 [Faixa Bônus Japão]

### Singles
Do álbum surgiu o single "Mirror of Souls" em formato LP
Lado A
1. "Mirror of Souls" - 22:26

Lado B
1. "Laying the Demon to Rest" - 9:37
2. "Absolution Day" - 6:47
3. "Wages of Sin" - 3:26

## Membros
- Matt Smith - vocais, guitarra
- Jonathan Hinds - guitarra
- Shawn Benson - bateria
- Jared Oldham - baixo